# Ober-Rodigast
Ober-Rodigast ist eine Wüstung. Sie befindet sich in der Gemarkung des Ortsteils Rodigast der Stadt Bürgel im Saale-Holzland-Kreis in Thüringen.
In der östlichen Flur von Rodigast befand sich einst ein Dorf mit dem Namen Ober-Rodigast. Dieses Dorf ist wüst gefallen. In der Literatur ist es mehrfach nachgewiesen.